# Turbonilla newcombei
Turbonilla newcombei is een slakkensoort uit de familie van de Pyramidellidae. De wetenschappelijke naam van de soort is voor het eerst geldig gepubliceerd in 1907 door Dall & Bartsch.